# 鲍德温·朗斯代尔

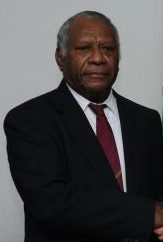

鲍德温·朗斯代尔 （英語：Baldwin Jacobson Lonsdale，1948年8月5日—2017年6月17日），瓦努阿图政治人物，第八任瓦努阿图总统，2017年6月17日突发心脏病于任上逝世。